# Leo és Fred
A Leo és Fred magyar televíziós rajzfilmsorozat, amelynek két főszereplője Leo, az oroszlán és Fred, az oroszlánszelídítő.

## Rövid tartalom
Leo, az oroszlán és Fred, az idomárja különféle problémákkal vagy egymás közti nézetkülönbséggel kerül szembe, de az epizód végére mindig találnak megoldást. Mindezek ellenére jóbarátok. Leo és Fred nem beszélnek, így a gesztusaik beszélnek helyettük. Bár cirkuszi artisták, de munkájuk kevés figyelmet kap a rajzfilmben. Ritkán lehet látni fellépéseiket, vagy felkészüléseiket a műsorra. Sokkal inkább mindennapi életükkel foglalkozik a történet, ami kevésben tér el az átlagos emberek hétköznapjaitól. Egy cirkuszi lakókocsiban élnek, amit traktor vontat. Lakhelyük berendezése szerény, de kedves és lakájos.
Történeteik jelentős része nyaranta játszódik, néha látható is az esti égbolton az Oroszlán csillagkép, amelynek hava is július 23. és augusztus 22. közé esik az asztrológia szerint.
Mivel vidéken mozog a cirkuszuk, ezért hétköznapjaik is vidékies egyszerűségben, néha unalomban telnek. Gyakran hallani déli harangszót, Fred pedig rendszeresen olvassa a Petőfi Népe újságot, ami arra enged következtetni, hogy a történetük valahol Közép- esetleg Dél-Magyarországon játszódik. Egy-egy 1980-as évekbeli magyar termék is olykor-olykor felbukkan a rajzfilm, pl. a Fecske cigaretta, vagy a Nyíregyházi befőtt.
A cirkusz is, ahol dolgoznak és élnek egy külön kocsiban, olyan mint egy sajátos különálló közeg, egy kis lakónegyed. Leo és Fred munkatársai a szomszédjaik és közeli jóbarátaik. A velük való mindennapi érintkezés és különféle fellépő helyzetek is éppúgy szerves témája a rajzfilmnek.

## Alkotók
- Írta és rendezte: Tóth Pál (1. évadban), Weisz Béla (2. évadban)
- Animációs rendező: Balajthy László ("92. utca" stúdió), Nikolai Neikov
- Dramaturg: Szentistványi Rita
- Zenéjét szerezte: Másik János, Márta István, Sztevanovity Zorán, Tóth Pál
- Operatőr: Ádám Imre, Bacsó Zoltán, Gergely Tibor, Losonczy Árpád, Magyar Gyöngyi, Pethes Zsolt, Polyák Sándor, Pugner Edit
- Hangmérnök: Bársony Péter, Nyerges András Imre, Zsebényi Béla
- Vágó: Hap Magda, Szarvas Judit, Völler Ágnes
- Háttér: Gaál Imre, Gulyás Géza, Horváth Mária, Molnár Péter, Varga-Gaál Judit
- Animátorok: "92. utca" stúdió, Balajthy László, Beck Tibor, Dimiter Sztoilov, Egri Róbert, Gyapai Tamás, Hajdu Marianna, Horváth Mária, Ivo Ganchev, Király László, Lőrincz László, Nyúl Zsuzsa, Stella Dorin, Tari József, Tóth Lajos, Tóth Pál, Vitális Zoltán, Weisz Béla
- Rajzolták: Beck Tibor, Cseh Szilvia, Dékány Izabella, Erdei Miklós, Farkas Ildikó, Fazekas László, Feyér Ákos, Gaál Imre, Kelemen Anita, Kordás Erika, Kovács Magda, Lukács József, Magyar Zoltán, Mészáros Klára, Pál Erika, Rittgasser István, Stella Dorin, Szabó Csaba, Szabó Géza, Szandtner Réka, Szinisa Nimcsevics, Timbusz Béla, Tóth Roland, Vida Kata
- Festették: Ádám Emese, Bankovics Éva, Bányász Bea, Bell Zsófia, Gulyás-Kis Ágnes, Jancsovics Ilona, Kiss Tibor, Kovács Aranka, Kósa Márta, Nánási Eta, Rouibi Éva, Sándor Zoltánné, Széchenyi Istvánné, Váraljai Attiláné, Veszelszki Ilona
- Asszisztensek: Bábel Anita, Polyák Zita, Szutor Gabriella, Weisz Béla, Zsebényi Béla
- Rendezőasszisztens: Bajusz Pálné, Szabó Csaba, Tóth László
- Színes technika: Szabó László
- Felvételvezető: Gödl Beáta
- Gyártásvezető: Vécsy Veronika
- Produkciós vezető: Mikulás Ferenc

- A laboratóriumi munkák a Magyar Filmlaboratórium Vállalatnál készültek
- Készítette a Magyar Televízió megbízásából a Kecskemétfilm Kft. és a Brilliant Media GMBH-Videal
- Támogatta a Magyar Mozgókép Alapítvány

## Epizódlista
A rajzfilmsorozat első és második szériáját DVD-n is kiadták. Mindkettő 13-13 epizódot tartalmaz.
| Évad | Évad            | Részek száma    | Részek száma    | Eredeti sugárzás  | Eredeti sugárzás  | Magyar adó       |
| Évad | Évad            | Részek száma    | Részek száma    | Évadbemutató      | Évadzáró          | Magyar adó       |
| ---- | --------------- | --------------- | --------------- | ----------------- | ----------------- | ---------------- |
|      | Bevezető epizód | Bevezető epizód | Bevezető epizód | 1980. március 25. | 1980. március 25. | Duna Televízió   |
|      | 1.              | 13              | 13              | 1986. november 1. | 1987. január 24.  | Magyar Televízió |
|      | 2.              | 13              | 13              | nem ismert        | nem ismert        | Magyar Televízió |

### Bevezető epizód
| Sor. | Év. | Cím                                      | Rendező  | Író      |
| --- | --- | ---------------------------------------- | -------- | -------- |
| 1. | 1.  | Hogyan lehet megijeszteni egy oroszlánt? | Tóth Pál | Tóth Pál |
| Veszélybe kerül az idomár feje, mert az oroszlán előadás előtt csuklani kezd az elfogyasztott hatalmas fagylaltadagtól. Mindent megpróbálnak a csuklás elállítása érdekében, de hiába… mígnem saját tükörképétől megijed. A közel hétperces rövidfilm producere (a későbbi sorozathoz hasonlóan) Mikulás Ferenc volt, az operatőr Polyák Sándor, zenéjét Kelemen László szerezte. |     |                                          |          |          |

### 1. évad (1986–87)
| Sor. | Év. | Cím             | Rendező  | Író      | Premier            |
| --- | --- | --------------- | -------- | -------- | ------------------ |
| 1. | 1.  | Szúnyogcsípés   | Tóth Pál | Tóth Pál | 1986. november 1.  |
| Az oroszlánt és idomárját összecsípik a szúnyogok, ezért titokban módosítani kénytelenek cirkuszi fellépésük plakátjait. Addig csapkodják egymást, míg a pöttyök helyén hatalmas foltok lesznek és bedagadt arccal kell közönség elé állniuk. Az epizód zenéjét Sztevanovity Zorán szerezte.           |     |                 |          |          |                    |
| 2. | 2.  | Horkolás        | Tóth Pál | Tóth Pál | 1986. november 8.  |
| Fred nem tud aludni Leo horkolásától. Csak akkor vigasztalódik meg, amikor rájön, hogy az elefántidomárnak még nála is keservesebb a sorsa. |     |                 |          |          |                    |
| 3. | 3.  | Bújócska        | Tóth Pál | Tóth Pál | 1986. november 15. |
| A cirkusz tagjai bújócskát játszanak. Mikor Leo megérti, mit kell tennie, úgy eltűnik, hogy nem találják meg az előadás kezdetéig. |     |                 |          |          |                    |
| 4. | 4.  | Tragédia        | Tóth Pál | Tóth Pál | 1986. november 22. |
| Leo sírva fakad, mikor levelet kap. Mindenki tragédiára gyanakszik, holott az a baj mindössze, hogy nem tud olvasni. |     |                 |          |          |                    |
| 5. | 5.  | Az elefánt foga | Tóth Pál | Tóth Pál | 1986. november 29. |
| Az elefántnak fáj a foga. Leo és Fred hiába tesz borogatást rá, az nem ér semmit. Ekkor megpróbálják kihúzni a lyukas fogat, ami csak nagy nehezen sikerül. |     |                 |          |          |                    |
| 6. | 6.  | Csend           | Tóth Pál | Tóth Pál | 1986. december 6.  |
| Leo, a cirkuszi oroszlán és idomárja, Fred történetei – szöveg nélkül, zenével, humorral... Leo olyan mélyen alszik, hogy semmi zaj nem ébreszti fel. Amikor hirtelen mindenki elhallgat, Leo fölébred a csendre.                                                                                      |     |                 |          |          |                    |
| 7. | 7.  | Hóoroszlán      | Tóth Pál | Tóth Pál | 1986. december 13. |
| Esik a hó. Fred elküldi Leót fáért, aki hóoroszlánt épít. Fred már ideges, hogy mi lehet az oroszlánnal, ezért a keresésére indul. Meglátja a hóoroszlánt, és azt hiszi, Leót belepte a hó. |     |                 |          |          |                    |
| 8. | 8.  | Fogyókúra       | Tóth Pál | Tóth Pál | 1986. december 20. |
| Leo az édességtől meghízik. Fred drasztikus fogyókúrára fogja, miközben ő jóízűen eszik-iszik. Az oroszlán csak akkor hajlandó folytatni a fogyókúrát, ha Fred vele együtt végzi a tornagyakorlatokat.                                                                                                 |     |                 |          |          |                    |
| 9. | 9.  | Festés          | Tóth Pál | Tóth Pál | 1986. december 27. |
| Leo és Fred elhatározzák, kifestik a lakókocsit. Nem tudnak megegyezni a színben, mert egyikük pirosat, másikuk sárgát szeretne. Végül addig kevergetik a két színt, míg az – mindkettőjük megelégedésére – narancssárga lesz.                                                                         |     |                 |          |          |                    |
| 10. | 10. | Szerelem        | Tóth Pál | Tóth Pál | 1987. január 3.    |
| Vendégművészek érkeznek a cirkuszba: egy idomárnő és egy oroszlánlány. Leo és Fred egymás előtt titkolva udvarolni kezdenek nekik, persze ez sokáig nem marad titokban. Leo és Fred már családi boldogságról ábrándoznak, amikor a vendégek eltávoznak.                                                |     |                 |          |          |                    |
| 11. | 11. | Ünnepi ebéd     | Tóth Pál | Tóth Pál | 1987. január 10.   |
| Leo az ünnepi asztalnál nem akar szépen enni, ezért Fred malacnak tartja és kizavarja. Leo keserves zokogásban tör ki, majd eszébe jut, hogyan nézne ki Fred egy malaccal a porondon. Nevetni kezd és visszamegy ebédelni, úgy, ahogy illik.                                                           |     |                 |          |          |                    |
| 12. | 12. | Botrány         | Tóth Pál | Tóth Pál | 1987. január 17.   |
| Leo és Fred bánatos, semmi sem sikerül nekik. Előadás közben elreped Fred nadrágja, meggyullad Leo sörénye, végül még a függöny is rájuk szakad. |     |                 |          |          |                    |
| 13. | 13. | Koncert         | Tóth Pál | Tóth Pál | 1987. január 24.   |
| Megérkeznek az új sztárok a cirkuszba, így Leót és Fredet kidobják. Megpróbálkoznak zenéléssel, de új produkciójukkal nem sikerül befutniuk. Letáboroznak régi cirkuszuk közelében és az éjszakai tábortűz mellett muzsikálnak. A cirkusz közönsége otthagyja az előadást és áhítattal hallgatja őket. |     |                 |          |          |                    |

### 2. évad (1995)
| Sor. | Év. | Cím                   | Rendező    | Író        |
| --- | --- | --------------------- | ---------- | ---------- |
| 14. | 1.  | Költözködés           | Weisz Béla | Weisz Béla |
| A vándorcirkusz összepakol és búcsút int a kedves kisvárosnak, hogy Fred vezérletével új helyszínt keressen magának. A kiszemelt település főterén azonban dugót okoznak, a focipályán pedig meccs kezdődik. A községi megbízott úgy dönt, egy sátornak a kempingben a helye. Innen viszont a kívül rekedt turisták kergetik el őket. Teljesen besötétedik, mire a társulat hosszas kóválygás után végre felverheti a sátrat. Csak másnap derül ki, hogy oda jutottak vissza, ahonnan előző nap elindultak.                           |     |                       |            |            |
| 15. | 2.  | Hőség                 | Weisz Béla | Weisz Béla |
| Kibírhatatlan hőség telepedik a vándorcirkuszra. Leo és Fred minden lehetséges módon megpróbál védekezni ellene, mindhiába. Frednek végül mentőötlete támad: egy legyező-spriccelő, árnyékot adó csodamasinát kell eszkábálni. Hozzá is látnak a munkához, de mire a mű elkészül, lepotyognak a levelek és csendesen hullani kezd a hó. Leo és Fred fázósan húzódnak a kandalló mellé. |     |                       |            |            |
| 16. | 3.  | Járvány               | Weisz Béla | Weisz Béla |
| Leo, Fred és velük együtt az egész cirkusz lebetegszik. Az előadás estéjén azonban a hivatástudattól vezérelve mégis vállalkoznak az előadásra. A porondra lépve döbbenten látják, az üres nézőtéren csak egyetlen szipákoló, vörös orrú fiúcska várja izgatottan a kezdést. Leo és Fred a látványtól felderülve és persze versenyt prüszkölve a "publikummal", elkezdi a műsort. |     |                       |            |            |
| 17. | 4.  | Bolhacsípés           | Weisz Béla | Weisz Béla |
| Fred egy nap bolhát fog a lakókocsiban. Rögtön Leóra gyanakszik: megfürdeti, kifésüli és befújja dezodornak álcázott bolhairtóval. Másnap Leo is összecsipkedve ébred. Fredet vádolva titkon kimossa az idomár ruháit és kifertőtleníti az ágyát. A bolhák azonban továbbra is maradnak és össze-vissza csípik őket. Már-már kenyértörésre kerül sor Leo és Fred között, amikor a lakókocsiba zokogva betoppan a bolhaidomár: megszöktek a bolháim!                                                                                   |     |                       |            |            |
| 18. | 5.  | A félénk erőművész    | Weisz Béla | Weisz Béla |
| Vendégművész érkezik a cirkuszba. Az ismerkedés közben Leo véletlenül rálép a lábára, amitől az úgy megrémül, hogy sikítozva rohan be a lakókocsijába. Leót számos sikertelen békülési kísérlete után a cirkuszi kupaktanács egy ketrecbe zárja. Az erőművész végre megnyugszik, de lelkiismeret-furdalás kezdi gyötörni. Egy nap, mikor meghallja a ketrecében rémülten felsikoltó Leót, hősies vakmerőséggel szétfeszíti a rácsokat és kéz a kézben futnak be a lakókocsiba. A ketrecben egy kisegér cikázik ide-oda.               |     |                       |            |            |
| 19. | 6.  | A bohóc               | Weisz Béla | Weisz Béla |
| Az előadáson a bohócnak nem jönnek be a poénjai. A porondról a szertárba lépve leroskad egy dobogóra és keservesen sírva fakad. A várakozó Leo és Fred esetlen tréfákkal, rögtönzött bohócszámokkal próbálják felvidítani, sikertelenül. A bohóc megelégeli Fredék ripacskodását és elszalad, ám véletlenül egy hatalmasat esik. Leóékból akaratlanul kitör a kacagás. A bohóc felnéz és végre elmosolyodik. Így adta vissza Leo és Fred a bohócnak elveszett önbizalmát.                                                             |     |                       |            |            |
| 20. | 7.  | Születésnap           | Weisz Béla | Weisz Béla |
| Leo születésnapját ünnepli. Barátai rendkívüli meglepetést terveznek az ünnepeltnek. Ám az ajándékozás teljesen félresikerül. Vajon találnak-e az oroszlánnak igazi ajándékot, amitől visszanyeri a jókedvét? |     |                       |            |            |
| 21. | 8.  | Elcserélt varázspálca | Weisz Béla | Weisz Béla |
| Az előadás előtt Leo az üres cirkuszsátorba lopózva kipróbálja a zenekar hangszereit. Mivel nem találja a dobverőket, a karmesteri pálcával kénytelen dobolni. A kezdés közeledtével mindent elpakol, de semmit sem a helyére: a karmesteri pálcát a cilinderbe, a varázspálcát a kottatartóba. Így történhetett, hogy ezen az estén a varázslónak nem sikerülnek a mutatványai, viszont a karmester beintésére soha nem látott csodák történtek a pódiumon.                                                                          |     |                       |            |            |
| 22. | 9.  | Féltékenység          | Weisz Béla | Weisz Béla |
| A cirkuszudvaron ücsörögve Leo és Fred már nagyon unja magát. Leo társat talál, akivel elvonulva harsányan hahotázni kezd. Fred féltékenyen bömböltetni kezdi a rádiót, jókedvet színlelve, de végül szomorúan eloldalog. Délután az idomár fut össze egy baráttal, s most Leo lesz féltékeny a jól mulató Fredre. A kényes helyzetet a bohóc oldja fel legújabb viccével, amit Fred után Leónak és új barátjának is előad. Most már Leóból is feltör a nevetés, hiszen ezen a viccen mulattak egész délelőtt.                        |     |                       |            |            |
| 23. | 10. | Fényképezkedés        | Weisz Béla | Weisz Béla |
| A cirkusz új plakátot készít. Az artisták színes ruhakölteményekben, a pónilovak bóbitásan, az elefánt lepellel a hátán várják a fotózást. Egyedül Leónak nincs mit felvennie. Fred cuccai kicsik rá, a tollseprű és asztalterítő nem áll jól és a zebracsíkokra festett bundája sem az igazi. Már-már teljesen elkeseredik, amikor a falon függő sötétbarna és zsemleszínű oroszlánpár, a szülei csodálatos fotójára pillant. A két szín keverékét magára kenve végül eredeti színében, de már büszke öntudattal lép a többiek közé. |     |                       |            |            |
| 24. | 11. | I. Leonárd            | Weisz Béla | Weisz Béla |
| Egy este Fred az állatok királyáról mesél Leónak. Másnap az immár öntudatára ébredt oroszlán gőgösen parancsolgatni kezd a cirkusz állatainak. A kezdetben értetlen alattvalók végül is játékból, ripacskodva behódolnak Leónak. A játékba bekapcsolódó elefánt azonban sutaságával mindent összetör és végül a tehetetlenül tajtékzó Leó király kedvét is elrontja. |     |                       |            |            |
| 25. | 12. | Krimi                 | Weisz Béla | Weisz Béla |
| 26. | 13. | Az álom               | Weisz Béla | Weisz Béla |
| Leo és Fred régi sikereikről álmodoznak, de a valóság, vagyis a régi sátor, a megkopott felszerelés, a szegényes életkörülmények elkeserítik őket. Váratlanul szerződést ajánl nekik egy nagy nevű cirkusz, ahol azonban hamar kiderül, bohócot csináltak belőlük. Visszavágynak a régi életükbe, a régi cirkuszba. De vajon visszafogadná-e őket az egykori társulat és a néhai közönség? |     |                       |            |            |

## Kapcsolódó film
Az első évad alapján készült egyórás film 1989. január 12-én jelent meg Leo és Fred, avagy igaz történetek két jó barátról címmel. Írója és rendezője ismét Tóth Pál, producere Mikulás Ferenc volt, zenéjét Márta István, Másik János és Sztevanovity Zorán szerezte.  A narrátor Székhelyi József volt. Az összekötő jeleneteket Czipauer János és Mikulás Ferenc állította össze.
A mozifilmet tíz kiválasztott epizódból állították össze (a Horkolás, a Csend és a Festés nem került bele ebbe a változatba). A Pannónia Filmstúdió gyártásában készült és a Helikon Film forgalmazásában jelent meg.